# Пловдивський обласний етнографічний музей
42°09′00″ пн. ш. 24°45′11″ сх. д. / 42.15° пн. ш. 24.75305556° сх. д.
Пловдивський обласний етнографічний музей (болг. Регионален етнографски музей — Пловдив) — етнографічний музей у м. Пловдив, Болгарія. З 1938 року він займає будинок купця Аргіра Куюмджіоглу 1847 року в Старому місті. У музеї представлено шість експозицій, кожна з яких займає окреме приміщення.

## Історія
Хоча ще в 1891 році планувалося організувати етнографічний музей у Пловдиві, лише у 1917 році зусиллями краєзнавця і журналіста Стою Шишкова було створено Крайовий музей. Шишков був першим секретарем і єдиним співробітником музею. У 1931—1932 роках колекція з 500 одиниць була передана до Львівської національної бібліотеки та музею. У 1938 році завдяки меру Пловдива Божидару Здравкову музей був відроджений як Муніципальний будинок-музей і був організований у Будинку Куюмджіоглу. Музей був офіційно відкритий 14 жовтня 1943 року; через шість років Будинок міського музею став Народним етнографічним музеєм. Постійна виставка була організована в 1952 році і суттєво переглянута в 1962 році.
Нині Пловдивський обласний етнографічний музей має колекцію з понад 40 000 експонатів, розподілених серед експонатів сільського господарства, ремесел, тканин та одягу, меблів та інтер'єру, музичних інструментів, релігійних предметів та творів мистецтва. Крім того, музей має науковий архів, бібліотеку та фотоархів.

## Будівля

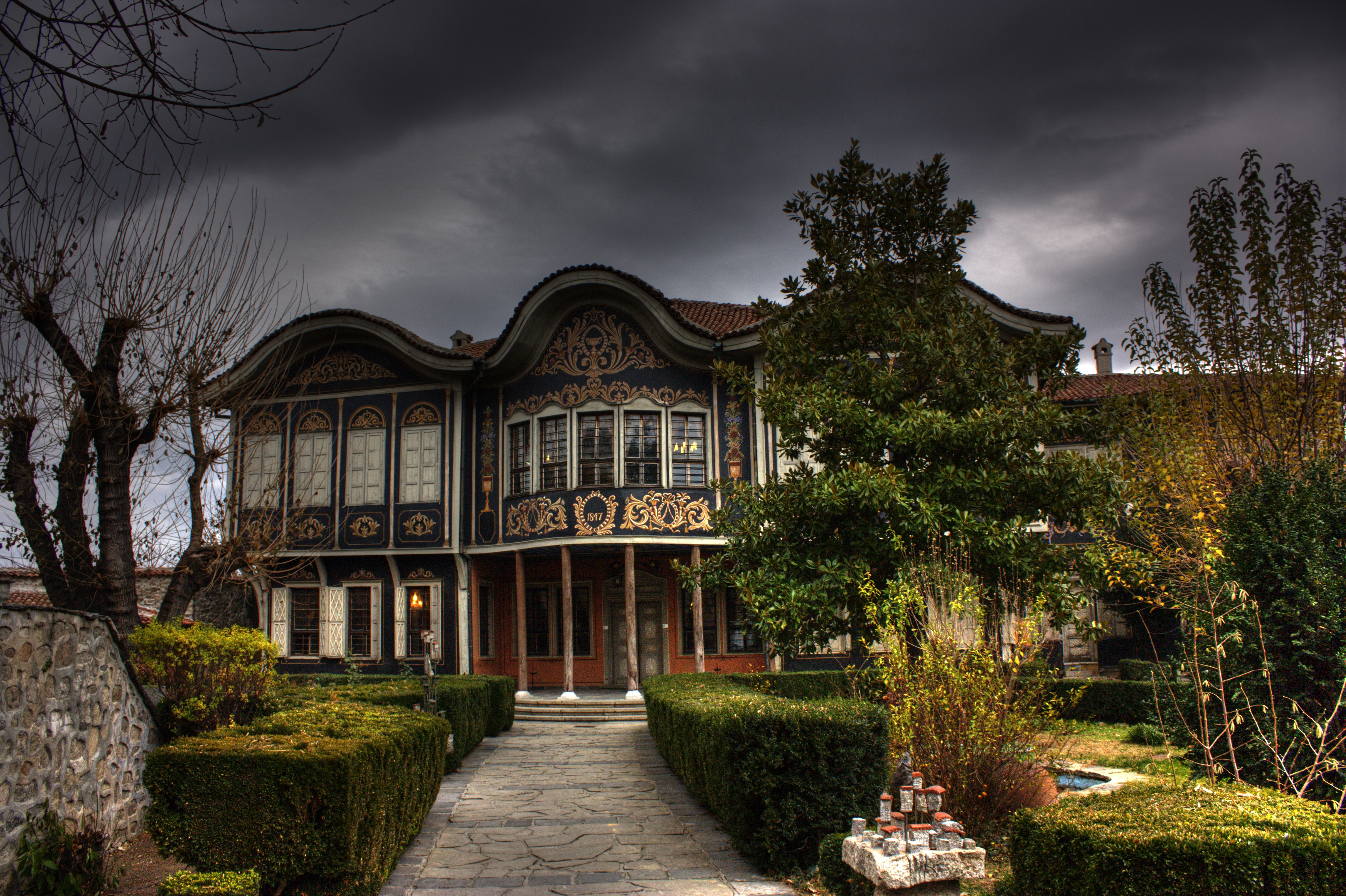
Будинок Куюмджіоглу 1847 року займає Пловдивський обласний етнографічний музей.

Будинок Куюмджіоглу, будинок музею, був побудований в 1847 році для пловдивського купця Аргіра Христова Куюмджіоглу. Він був видатним торговцем домашніми виробами, який володів компанією у Відні. Будинок був побудований Хаджі Георгі з родопського села Косово, і його описують як яскравий приклад архітектури пловдивського бароко середини 19 століття. Будинок має симетричний фасад; це два поверхи заввишки на його західній стороні та чотири поверхи заввишки на його східній стороні. Будинок Куюмджіоглу розташований біля східних воріт Старого міста Пловдива, фортечних воріт (Hisar kapia), і 570 м кв. Має 12 кімнат та просторі салони. І інтер'єр, і зовнішнє оздоблення будинку використовує витончені квіткові мотиви. Стеля в кожній кімнаті різьблена по дереву. Будинок має внутрішній двір з садом.
Після визволення Болгарії від османського панування в 1878 році Аргір Куюмджіоглу залишив Пловдив і оселився у Відні. З 1898 по 1902 рр. будинок використовувався як пансіон для дівчат. Після цього використовувався шліфзаводом Гарабета Карагьозяна, як склад борошна та як оцтовий завод. У 1930 році його придбав болгарський торговець тютюном Антоніо Коларо. Коларо мав намір знести будинок і побудувати тютюновий склад, але муніципалітет Пловдива йому відмовив. Муніципалітет викупив будинок у 1938 році, провів ремонт, організував музей.

## Галерея

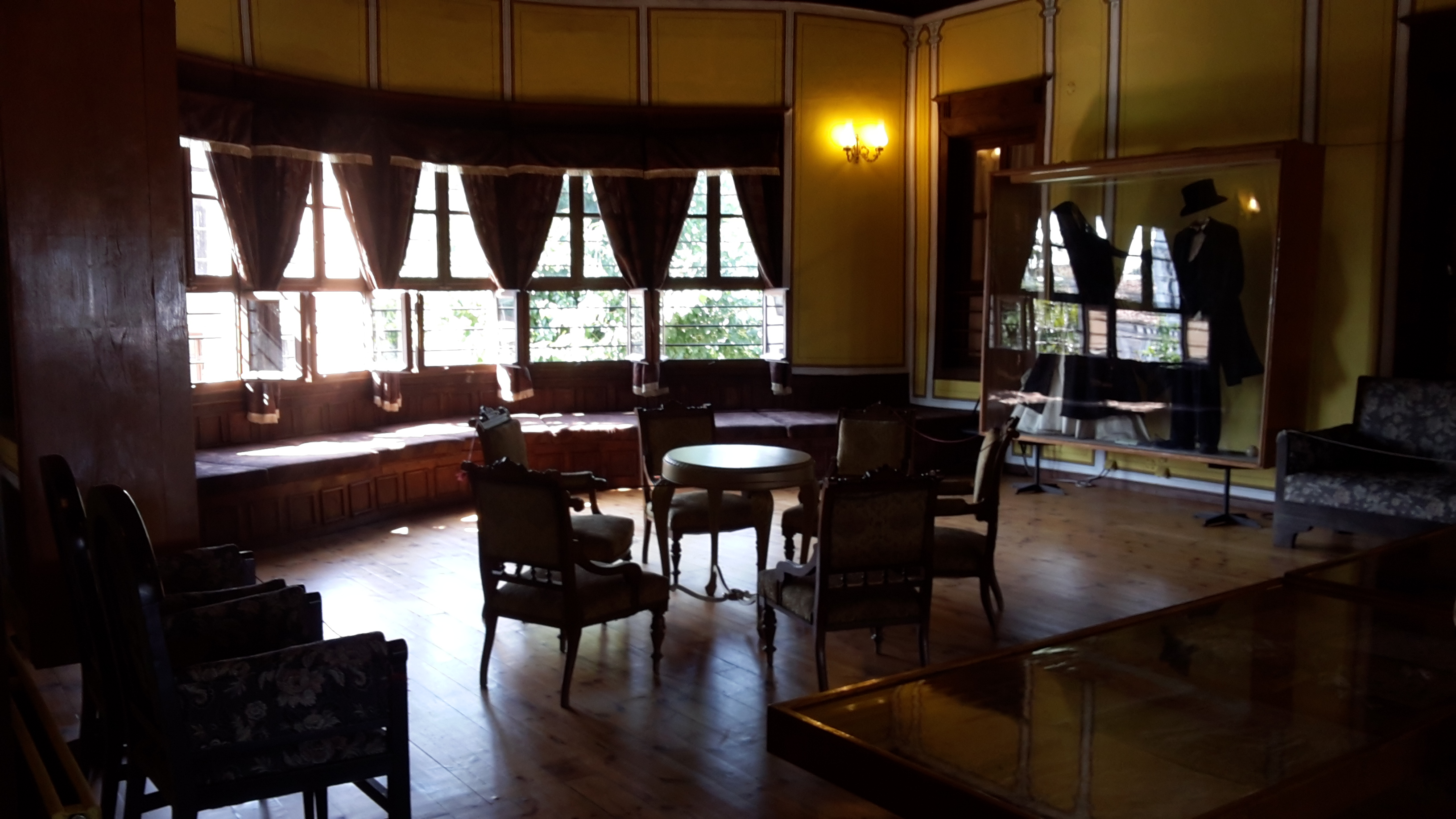
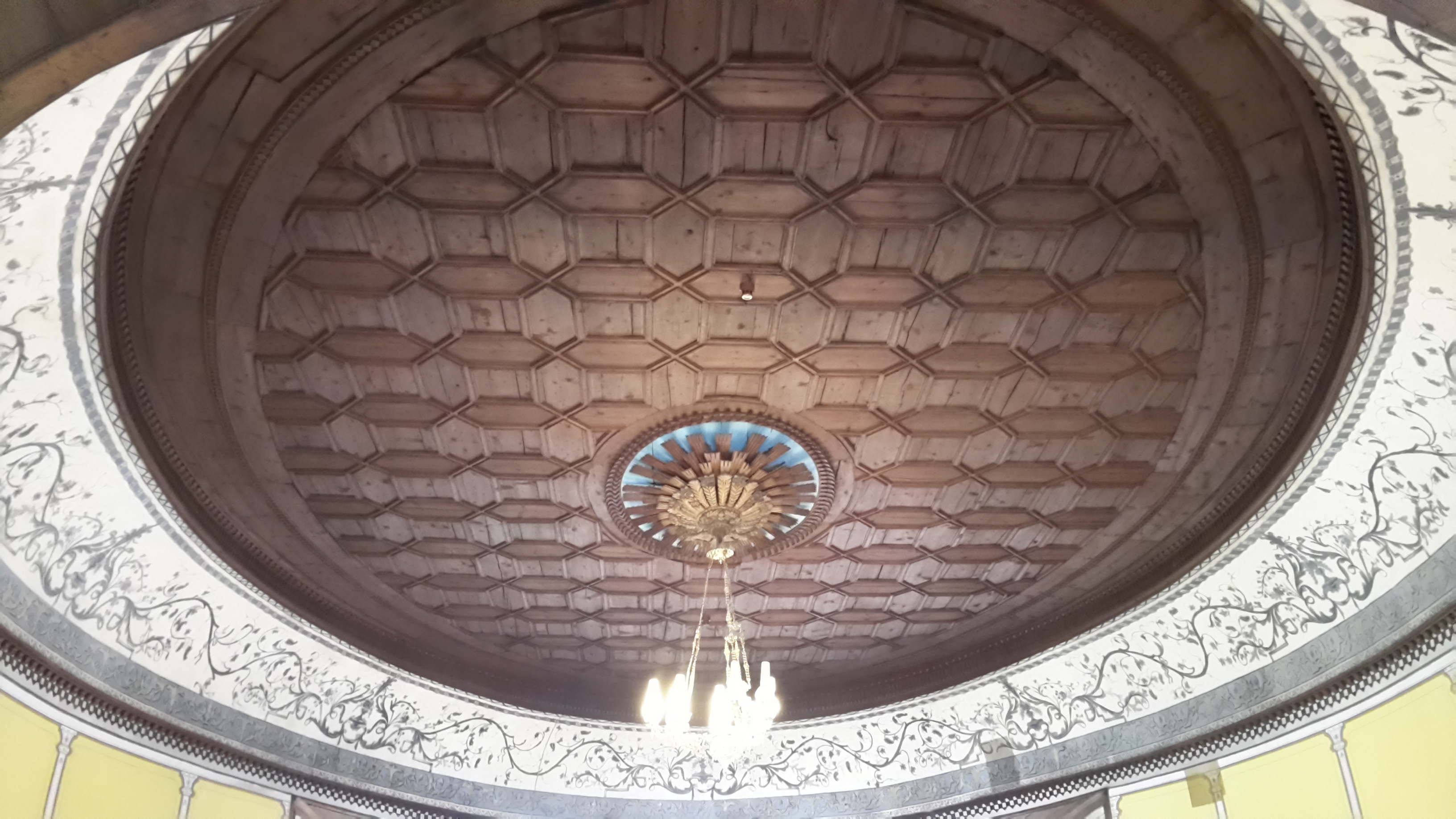
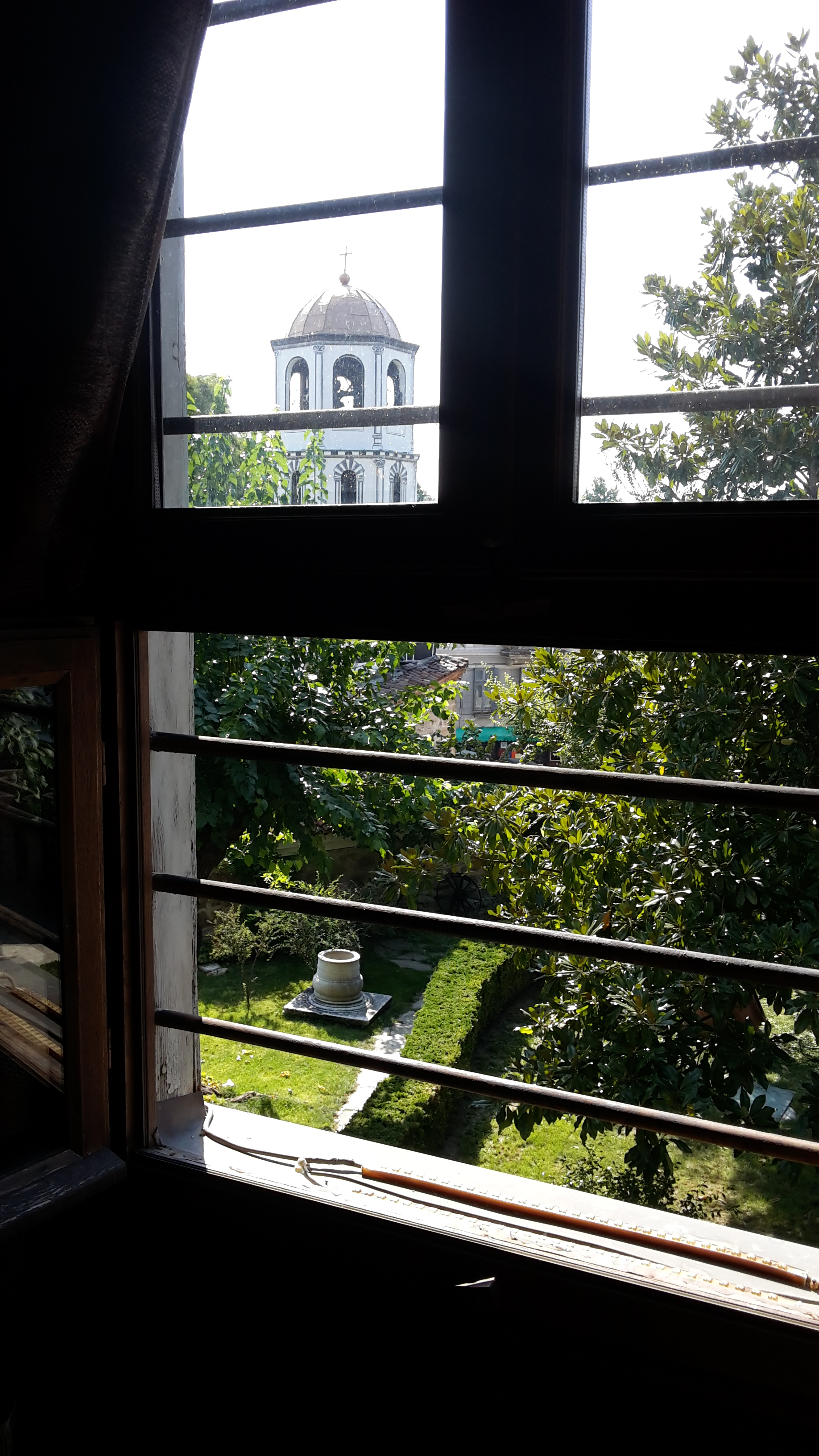